# Davfs2
Пакет davfs2 використовується в Linux для монтування WebDAV-ресурсів до локальній файловій системі. Це ПЗ розповсюджується за умовами GPL ліцензії.
Для взаємодії із ядром davfs2 може використовувати FUSE або протокол Coda network file system, що працює через сокети. davfs2 використовує neon WebDAV бібліотеку для зв'язку із вебсервером.
Наприклад, davfs2 використовується в Apache Web Server, та в Subversion.